# ثابت تراوایی خلأ
ثابت تراوایی خلاء (به انگلیسی: Vacuum permeability) یک ثابت فیزیکی در الکترومغناطیس است و با ‎{\displaystyle \mu _{0}}‎ نمایش داده می‌شود. این ثابت بدین صورت تعریف می‌شود:
H/m{\displaystyle \mu _{0}\ {\stackrel {\mathrm {def} }{=}}\ 4\pi \ \times \ 10^{-7}\ }
این تعریف دقیق است. 
رابطه ثابت تراوایی خلاء و ثابت گذردهی خلاء و سرعت نور در خلاء به صورت زیر است:
{\displaystyle {c_{0}}^{2}\,\epsilon _{0}\,\mu _{0}=1}.